# Organo tendineo del Golgi

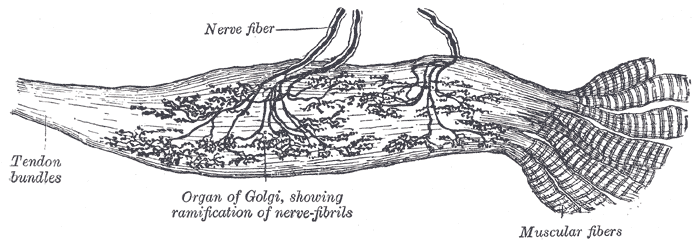

L'organo muscolo-tendineo (del Golgi o di Golgi-Mazzoni) è un secondo tipo di propriocettore muscolare (insieme al fuso neuromuscolare). Questo recettore è localizzato a livello della giunzione tra i tendini e le fibre muscolari.

## Funzione
Gli organi tendinei del Golgi rispondono principalmente alla tensione sviluppata dal muscolo scheletrico durante una contrazione isometrica (in cui non c'è accorciamento muscolare), e causa un riflesso detto riflesso inverso da stiramento. Questo è l'opposto di quanto succede nei fusi neuromuscolari, che provocano una contrazione riflessa.
Gli organi tendinei del Golgi sono costituiti da terminazioni nervose libere, intrecciate tra fibre di collagene all'interno di una capsula di tessuto connettivo. Quando il muscolo si contrae, i tendini agiscono da componente elastica e vengono stirati durante la fase isometrica della contrazione. La contrazione sottopone a una certa trazione le fibre di collagene nell'organo di Golgi, determinando una pressione sulle terminazioni sensoriali dei neuroni afferenti e causando la loro attivazione. L'attivazione dell'organo tendineo del Golgi eccita degli interneuroni inibitori nel midollo spinale, che a loro volta inibiscono i motoneuroni alfa che innervano il muscolo, quindi la contrazione muscolare diminuisce o cessa.
Nella maggior parte dei casi, questo riflesso rallenta la contrazione muscolare quando la forza di contrazione aumenta. In altri casi, gli organi tendinei del Golgi prevengono l'eccessiva contrazione che potrebbe danneggiare il muscolo.